# مستشفى الجمهوريات (كابول)
مستشفى الجمهوريات (بالإنجليزية: Jamhuriat Hospital)‏ هي مستشفى مملوك للدولة تقع في كابول في أفغانستان. شُيّد مبنى جديد مكون من 10 طوابق بسعة 350 مريضًا في عام 2004 من قبل مهندسين من الصين. ومن المتوقع أن تتولى شبكة آغا خان إدارة المستشفى.